# Carthaea (Kéa)
Pour les articles homonymes, voir Carthaea.
Carthaea (en grec ancien : Καρθαία) est l'une des quatre anciennes cités-États de l'île de Kéa, dans les Cyclades, en Grèce antique. 
Elle est située sur la côte sud-est de l'île et mentionnée par Strabon et Pausanias le Périégète. La cité est habitée sans interruption pendant 1 300 ans, de l'époque géométrique (VIIIe siècle av. J.-C.) jusqu'à l'Antiquité tardive (VIe siècle) période où elle est désertée. 
Les ruines de l'acropole, les fortifications et le centre de la ville antique ont été préservés pendant de nombreux siècles sur la colline de la Vigie blanche (Άσπρη Βίγλα). Pindare la décrit comme un « étroit anneau de terre ». Les deux vallées de Kalamítsi, à l'est, et de Vathypótamos, à l'ouest, ainsi que la mer, au sud, ont créé un paysage naturel exceptionnel, dans lequel des oiseaux rares trouvent refuge et de nombreuses herbes médicinales poussent. 
Carthaea n'est accessible que par des chemins qui ont été creusés et utilisés depuis des temps anciens ou par bateau depuis la mer.

## Site archéologique
L'acropole de Carthaea était entourée de murs de plus de deux km de long entre le IVe et IIe siècles av. J.-C.. Le niveau inférieur de l'acropole était réservé à la construction de temples et de bâtiments publics. Au niveau inférieur, le plus proche du niveau de la mer, se trouvait le temple d'Apollon Pythien (530 av. J.-C.). Selon les textes anciens, c'était le lieu de culte le plus important de la cité. Devant le temple, il y avait de nombreuses offrandes à Apollon et par des décrets de la municipalité de Carthaea, elles étaient exposées au public. Au niveau supérieur, il y avait un plus petit temple dédié à Athéna (500 av. J.-C.).
Les sculptures architecturales du temple représentent des scènes de l'Amazonomachie, combat des Amazones, et sont conservées au musée archéologique de Ioulís. Un propylée, exceptionnel bâtiment en marbre datant du milieu du Ve siècle av. J.-C., est situé à l'entrée du chemin menant à l'Acropole. À l'ouest se trouvait un chemin pavé datant du début du Ve siècle av. J.-C. et à l'est un escalier archaïque taillé dans la roche menait au chemin qui reliait les niveaux inférieur et supérieur.  Au niveau supérieur de l'acropole se trouvait un autre bâtiment public, le « bâtiment D », datant de 300 av. J.-C.. Un escalier monumental de six marches menait à une façade à portique et six colonnes dorique, le bassin carré qui avait un sol recouvert de galets de mer blancs, sur trois côtés d'un rectangle de pierre volcanique violette et une base conique en pierre définissant le centre du bassin. Au pied de la pente, au niveau du ruisseau de Vathypótamos se trouve le théâtre antique en pierre de forme circulaire qui pouvait accueillir mille personnes, il est toujours en cours de fouille et d'entretien. En face du théâtre ont été trouvés des bains romains.
Carthaea était dans l'Antiquité l'un des ports les plus importants des Cyclades. La jetée, désormais immergée, longue de 160 mètres et large de 35 mètres, était faite de pierres et de galets. Elle était visible entre les deux baies et atteignait l'îlot rocheux opposé. Au sommet de la colline de la villa blanche, où se trouve aujourd'hui l'église de Théotokos de Myrtiá, se trouvait un ancien temple dédié à une divinité inconnue. Une basilique du début de l'ère chrétienne se trouve aujourd'hui sur les rives du Vathypótamos. Dans l'antiquité il y avait un temple dédié à Déméter au même endroit. Chaque versant de la colline était couvert, dans l'antiquité, des maisons des habitants de Carthaea. Aujourd'hui ils se distinguent par des ruines et des tas de pierres. Dans certaines parties de la ville antique, comme en face du chemin qui relie les temples d'Apollon et d'Athéna, ont été retrouvé des ruines d'aqueducs qui ont fonctionné de la période hellénistique jusqu'à la fin de l'Empire romain. L'ancien cimetière est situé dans la vallée de Kalamítsi, à l'extérieur des murs de la ville. De nombreuses tombes ont été creusées à l'intérieur de l'ancienne acropole lorsque les anciens temples d'Apollon et d'Athéna ont été détruits au VIIe siècle. C'était la dernière fois que Carthaea comptait des habitants. La zone de l'ancienne cité-état de Carthaea s'étendait sur tout le sud-est de l'île, avec d'anciennes ruines de maisons et d'activités métallurgiques éparpillées un peu partout. Les ruines de l'ancienne Carthaea étaient toujours visibles, ce qui a incité de nombreux voyageurs à la visiter au XVIIe siècle, et bien plus encore aux XVIIIe et XIXe siècles, jusqu'en 1811 où ils commettent l'erreur de l'identifier avec la capitale Ioulís.

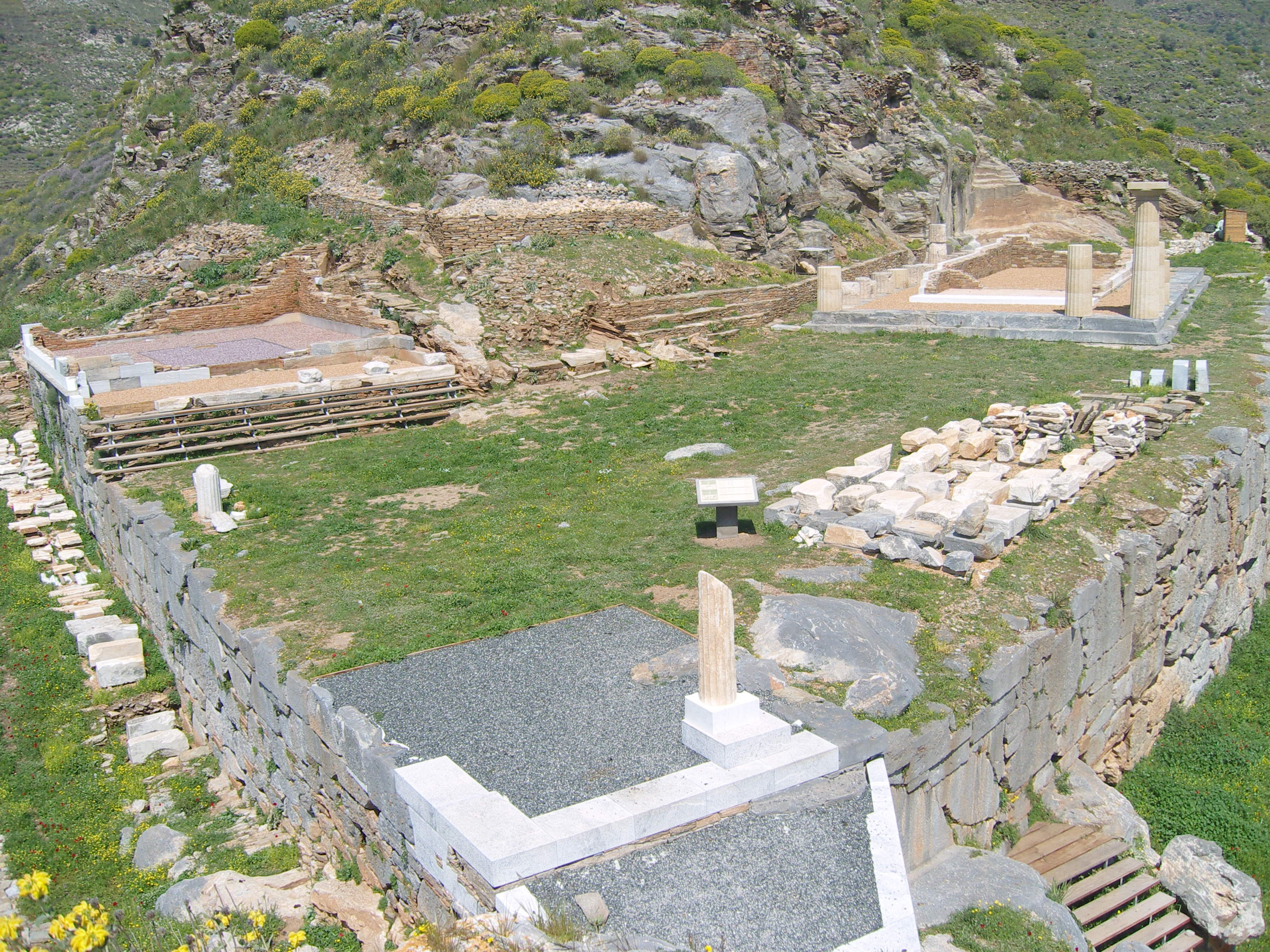
Le niveau supérieur de l'acropole de Carthaea.

## Fouilles
En décembre 1811, l'archéologue danois Peter Oluf Brøndsted visite Kéa et, à partir des inscriptions qu'il met au jour, il découvre l'emplacement exact de cette cité antique. Comme il le mentionne dans son livre, parmi les découvertes figuraient deux inscriptions honorifiques commençant par les mots « Le dème de Carthaea... ». Outre les ruines des anciens murs de la ville, il y avait le polyandrium des Carthaginois dans lequel de nombreuses tombes de la période romaine ont été découvertes. Les fouilles et la restauration des monuments de Carthaea sont organisées par le ministère de la Culture et des Sports dans le cadre des conférences intitulées Découverte et restauration de l'antique Carthaeaà Kéa (2002-2008 et 2011-2015), financées par l'Union européenne. Les travaux ont permis de mettre au jour les temples d'Apollon, d'Athéna, le bâtiment D, le propylée, le théâtre et d'autres monuments.